# الجزائر في الألعاب الأولمبية الصيفية 1964
شاركت الجزائر في الألعاب الأولمبية الصيفية 1964 بطوكيو اليابانية ب رياضي واحد في رياضة واحدة وهو محمد لزهاري تنافسا  في  رياضة الجمباز ولم يحصل أي ميدالية وهي أول مشاركة للجزائر في الألعاب الأولمبية.